# St. Petersburg Open 2005
Il St. Petersburg Open 2005 è stato un torneo di tennis giocato sul sintetico indoor.
È stata l'11ª edizione del St. Petersburg Open, che fa parte della categoria International Series 
nell'ambito dell'ATP Tour 2005. 
Il torneo si è giocato al Petersburg Sports and Concert Complex di San Pietroburgo in Russia, dal 24 al 30 ottobre 2005.

## Campioni

### Singolare
Thomas Johansson ha battuto in finale  Nicolas Kiefer con il punteggio di 6–4, 6–2

### Doppio
Julian Knowle /  Jürgen Melzer hanno battuto in finale  Jonas Björkman /  Maks Mirny con il punteggio di 4–6, 7–5, 7–5